# María Cristina de la Inmaculada Concepción
María Cristina de la Inmaculada Concepción (1 de mayo de 1856 - 20 de enero de 1906), nacida Adelaide Brando, fue una monja italiana fundadora de las Hermanas Víctimas Expiatorias de Jesús Sacramentado. 
Fue canonizada junto a Jeanne Émilie de Villeneuve, Mariam Baouardy y Marie-Alphonsine Ghattas, por el papa Francisco el 17 de mayo de 2015 en la Ciudad del Vaticano.